# Caponiidae
Caponiidae é uma família de aranhas araneomorfas que se caracterizam por ter um só par de olhos (nas aranhas, predominam as espécies com 8 olhos, apesar de certas famílias, como Scytodidae ou Sicariidae, têm apenas 6 olhos). As aranhas desta família são pequenas e apresentam cores alaranjados. A sua distribuição natural está restrita à África e às Américas.

## Géneros
The World Spider Catalog 12.0 inclui na família Caponiidae os seguintes géneros:
- Calponia Platnick, 1993
- Caponia Simon, 1887
- Caponina Simon, 1891
- Cubanops Sánchez-Ruiz, Platnick & Dupérré, 2010
- Diploglena Purcell, 1904
- Iraponia Kranz-Baltensperger, Platnick & Dupérré, 2009
- Laoponia Platnick & Jäger, 2008
- Nops Macleay, 1839
- Nopsides Chamberlin, 1924
- Notnops Platnick, 1994
- Nyetnops Platnick & Lise, 2007
- Orthonops Chamberlin, 1924
- Taintnops Platnick, 1994
- Tarsonops Chamberlin, 1924
- Tisentnops Platnick, 1994